# Luis
Luis es un nombre propio en español, cuya variación femenina es Luisa. Su forma primitiva deriva del fráncico Hludowig o Chlodovech (Hlod, 'ilustre, famoso, reconocido en el "combate"), que significa “Ilustre en el combate” o “Ilustre en la batalla”. Por lo mismo, Luis es la versión moderna del nombre Clodoveo del que derivan también Ludwig (alemán), Lluis (catalán), Ludovico (italiano), Louis (francés) y Lovis o Lewis (varias lenguas germánicas, incluidas el alemán y el inglés).
Es un nombre muy utilizado en Francia, y fue llevado por dieciocho de sus reyes, entre ellos Luis IX el Santo, por quien los franceses fueron llamados “Hijos de San Luis”. Además de ser un nombre bastante común en países como Italia, España, Alemania y en el continente Americano.

## Variantes
- Femenino: Luisa.

- Hipocorísticos: Lu, Luchi, Lucho, Luchín, Luchón, Luchito, Luisito, Luisaki, Luisico, Luichi, Luilli, Luigi, Lusi, Luiggy, Sito, Güicho, Guigi, Gigi, Wicho, Wiwi, Luisillo, Islu, Luicho, Luisón, Luxín, Luxo, Chito y Luisi.

### Variantes en otros idiomas
| Idioma                      | Nombre                                 |
| --------------------------- | -------------------------------------- |
| Aragonés                    | Loís, Lluis, Lloís                     |
| Alemán                      | Ludwig, Alois,                         |
| Anglosajón                  | Hloþwig                                |
| Asturiano                   | Lluis                                  |
| Armenio                     | Ավեդեu (Avedis)                        |
| Bretón                      | Loeiz                                  |
| Catalán, valenciano, balear | Lluís, Ludovic, Lluïso, Huïso          |
| Checo                       | Ludvík                                 |
| Chino                       | 路易斯 (Lùyìsī)                        |
| Croata                      | Luj                                    |
| Emiliano-Romañol            | Lüìg'                                  |
| Eslovaco                    | Ľudovít                                |
| Esloveno                    | Ludvik                                 |
| Español                     | Luis, Ludovico, Aloísio                |
| Esperanto                   | Ludoviko                               |
| Euskera                     | Koldobika, Koldo                       |
| Francés                     | Louis, Ludovic, Loïc, Clovis,Louie     |
| Gallego                     | Lois                                   |
| Georgiano                   | ხლოდვიგი (Khlodvigi)                   |
| Griego                      | Λουδοβίκος (Ludovíkos)                 |
| Hebreo                      | לואיס (Luis)                           |
| Húngaro                     | Lajos                                  |
| Inglés                      | Lewis, Louie, Louis, Ludwig            |
| Irlandés                    | Alaois, Alabhaois, Lughaidh, Savy      |
| Islandés                    | Loðvík                                 |
| Italiano                    | Luigi, Ludovico, Aloisio, Alvise       |
| Japonés                     | ルイス, (Ruisu)                        |
| Latín                       | Ludovicus, Aloysius                    |
| Letón                       | Lujs                                   |
| Lituano                     | Liudvikas                              |
| Neerlandés                  | Lodewijk                               |
| Occitano                    | Loís                                   |
| Polaco                      | Ludwik                                 |
| Portugués                   | Luís, Luiz, Aloísio, Aluísio, Ludovico |
| Rumano                      | Ludovic                                |
| Ruso                        | Людовик (Liudovík)                     |
| Sueco, danés, noruego       | Ludvig                                 |

## Reyes de España
- Luis I, Rey de España (1724), hijo de Felipe V de España y bisnieto de Luis XIV de Francia.